# Belisana leumas
Belisana leumas är en spindelart som beskrevs av Huber 2005. Belisana leumas ingår i släktet Belisana och familjen dallerspindlar.
Artens utbredningsområde är Thailand. Inga underarter finns listade.